# Odprto prvenstvo Francije 1983
Odprto prvenstvo Francije 1983 je teniški turnir za Grand Slam, ki je med 23. majem in 5. junijem 1983 potekal v Parizu.

## Moški posamično
Yannick Noah :  Mats Wilander, 6–2, 7–5, 7–6(7–3)

## Ženske posamično
Chris Evert :  Mima Jaušovec, 6–1, 6–2

## Moške dvojice
Anders Järryd /  Hans Simonsson :  Mark Edmondson /  Sherwood Stewart, 7–6(7–4), 6–4, 6–2

## Ženske dvojice
Rosalyn Fairbank /  Candy Reynolds :  Kathy Jordan /  Anne Smith, 5–7, 7–5, 6–2

## Mešane dvojice
Barbara Jordan /  Eliot Teltscher :  Leslie Allen /  Charles Strode, 6–2, 6–3